# شوارتسباخ (تورینگن)
شوارتسباخ (به آلمانی: Schwarzbach) یک شهر در آلمان است که در گرایتس واقع شده‌است. شوارتسباخ ۲۴۹ نفر جمعیت دارد.